# 显脉瘤蕨
显脉瘤蕨（学名：Phymatosorus membranifolius）为水龙骨科瘤蕨属下的一个种。

## 扩展阅读
- 維基物種上的相關：显脉瘤蕨